# Malaita Kingz FC
Malaita Kingz FC ist ein Fußballverein von den Salomonen. Er spielt in der Telekom S-League. Trainiert wird die Mannschaft vom ehemaligen salomonischen Nationalspieler Willie Omokirio.